# 兰-迪尔县
兰-迪尔县（德語：Lahn-Dill-Kreis）是德国黑森州中部吉森行政区的一个县，首府韦茨拉尔。

## 地理
拉恩-迪尔县东北面与马尔堡-比登科普夫县，东面与吉森县，南面与黑斯费尔德-罗滕堡县和韦特劳县，西南面与林堡-魏尔堡县，西面与莱茵兰-普法尔茨州的韦斯特瓦尔德县，西北面和北面与北莱茵-威斯特法伦州的锡根-维特根施泰因县相邻。兰-迪尔县的名称来源于兰河与迪尔河。